# 25º Jamboree mondiale dello scautismo
Il 25º Jamboree mondiale dello scautismo (25th World Scout Jamboree) si è tenuto dal 1° al 12 agosto 2023 a Saemangeum, nella contea di Buan in Corea del Sud. Sono stati presenti all'evento quasi 50 mila partecipanti.
Si tratta del secondo jamboree ospitato dalla Corea del Sud dopo l'edizione del 1991. In occasione, tra l'altro, del centenario della Korean Scout Association, la cui prima fondazione ricade nel 1922.
È noto per la vicenda del tifone. Infatti i migliaia di scout presenti sono stati evacuati dal campo prima della fine dell'evento e dislocati in città sicure dato l'improvviso arrivo del tifone.

## Assegnazione
Il 16 agosto 2017 durante la 41º conferenza mondiale dello scautismo a Baku l'Organizzazione mondiale del movimento scout ha annunciato che il 25º jamboree dello scautismo si sarebbe svolto in Corea del Sud, dal 1º al 12 agosto 2023. La scelta è caduta sullo Stato asiatico dopo una lunga contesa con la città polacca di Danzica, che ospiterà il jamboree seguente nel 2027.
Il luogo individuato per lo svolgimento dell'evento è stata l'estuario del Saemangeum, un'area costiera della Corea occidentale che si affaccia sul mar Giallo. Il campo individuato per l'evento si estende per una superficie di quasi 9 km2, misurando 6,2km di lunghezza e 1,7 di larghezza.